# Elisabeth Noelle-Neumann
Pour les articles homonymes, voir Neumann.
Elisabeth Noelle-Neumann est une sociologue allemande née le 19 décembre 1916 à Berlin, morte le 25 mars 2010.
Elle était professeure émérite à l'université de Mayence. Sa contribution la plus importante est le modèle de la spirale du silence, qui explique l'influence de l'opinion publique sur chaque personne.
Elle a obtenu l'abitur en 1935 à Göttingen.
C'est la petite-fille du sculpteur Fritz Schaper (1841-1919).

## Œuvre
- (fr) Les Sondages d'opinion, Les Éditions De Minuit, 1966, p. 395
- (en) The Spiral of Silence, The University of Chicago Press, Chicago, 1993

## Littérature
- (en)  Nazi exchange students at the university of Missouri  Source: The Menorah Journal, 1938, vol. 26, issue 3, page 353-361

- Elisabeth Noelle-Neumann as Nazi propagandaist in US newspapers, 1938